# Calavanté
Calavanté település Franciaországban, Hautes-Pyrénées megyében. Lakosainak száma 332 fő (2022. január 1.). Calavanté Lespouey, Angos és Barbazan-Debat községekkel határos.

## Népesség
A település népességének változása:
| Lakosok száma | 301  | 320  | 333  | 335  | 336  | 337  | 338  | 335  | 332  |
|               | 2013 | 2015 | 2016 | 2017 | 2018 | 2019 | 2020 | 2021 | 2022 |